# 几何不稳定性
几何阻挫是凝聚体物理学中的一种特殊现象。表现为由于晶体结构本身的几何性质导致不存在唯一的能量最低态，因此具有一个非零余熵（在温度为绝对零度的时候，整个系统的熵值不为零）。一个常见的几何不稳定性的离子就是冰，其余熵为3.4焦耳每开尔文每摩尔（3.40 J/K/mole）。
一个简单的例子是：在自旋玻璃中，某个格点上自旋翻转前后具有相同的哈密顿量。
考虑一个在(N*N的)正方形格点上的自旋Ising模型，
{\displaystyle H=-\Sigma _{i<j}J_{i,j}S_{i}\cdot S_{j}}
其中，最近邻格点采取铁磁相互作用，{\displaystyle J_{i,j}>0,\forall i\in \{i-1,i+1,i-N,i+N\}}，而次近邻格点采取反铁磁相互作用, {\displaystyle J_{i,j}<0,\forall i\in \{i-N-1,i-N+1,i+N-1,i+N+1\}}
考虑构型：{\displaystyle S_{i},S_{i+1},S_{i+2},S_{i+N+1}:|\uparrow \,\rangle }
当J_{最近邻}+2J_{次近邻}=0时，无论{\displaystyle S_{i+N+1}}为自旋向上或者自旋向下都具有相同的能量，这就是不稳定性（frustration）。